# Teleboy
Teleboy war in den 1970er Jahren eine Unterhaltungsshow des Schweizer Fernsehens, die erste Folge lief am 23. Februar 1974. Präsentiert wurde sie von Kurt Felix, der auch das Konzept entwickelt hatte. Sie war die erfolgreichste Sendung ihrer Art in der Geschichte des Schweizer Fernsehens und erreichte am 13. September 1975 mit 2,073 Millionen Zuschauern die höchste je gemessene Zuschauerzahl in der Schweiz. Ab 1977 wurde Teleboy auch in Südwest 3 übertragen, 1981 im Rahmen der Funkausstellung in Berlin sogar deutschlandweit.

## Ablauf der Show
Beim Spiel traten zwei Ehepaare gegeneinander an und versuchten, Alltagsfragen zu meistern. Dazu kamen eingestreute Filme mit der Versteckten Kamera.
In den Showblocks traten vor allem Schweizer Interpreten auf. Dazu kamen Kabaretteinlagen und Sketches mit den immer gleichen Figuren: Tante Elise (gespielt von Stephanie Glaser) mit Traugottli, ihrem Goldfisch; Onkel Fritz (Fredy Lienhard); der Göre Ursula (Ursula Schaeppi); dem «Duo» Kliby und Caroline. Als Begleitorchester spielte die Big Band des Schweizer Radios.
Die Sendung hatte auch eine Zuschauerfrage. Bei der Bekanntgabe des Einsendeschlusses klebte Kurt Felix jeweils ein grosses Kalenderblatt an eine Wand. Dieses fiel in jeder Sendung – noch während Felix vor der Wand stand – herunter. Zahlreiche Schreiben von Zuschauern mit Vorschlägen zur Verbesserung der Adhäsion gingen beim Schweizer Fernsehen ein. Erst später gestand Felix, dass dies ein Running Gag war und es niemals an der Klebekraft gefehlt habe.

Einblicke von der Show
Showmaster Kurt Felix und Regisseur Max Sieber, im Hintergrund das Maskottchen «Teleboy» der gleichnamigen Sendung (1974)
Ein Einblick hinter den Kameras (1974)
Kurt Felix mit Teleboy-Spardose und Blumen für die Teilnehmer (1974)

## Versteckte Kamera
Unter den zahlreichen Scherzen mit der versteckten Kamera gab es solche, die auch Jahre später noch zu reden gaben. Drei sehr bekannte waren:

### Seeungeheuer Urnie

Urnie vor dem Verkehrshaus der Schweiz in Luzern (September 1976)

Urnie war die Attrappe eines Ungeheuers in der Art des Ungeheuers von Loch Ness (Nessie), die auf einem 200 m langen Stahlseil durch das Wasser gezogen wurde und ferngesteuert auf- und abtauchen konnte. Urnie war mit einem Lautsprecher ausgestattet, der das Gebrüll eines Ungeheuers nachstellen sollte.
Im Sommer 1976 wurde Urnie zwei Wochen lang quer durch den Urnersee gezogen, ohne Aufsehen zu erregen. Erst als die Redaktion von Teleboy Fotos des Ungeheuers an die Zeitung Blick schickte, wurde Urnie zum Thema. Im Januar 1977 wurde der Scherz aufgedeckt. Dadurch wurden auch Aussagen einzelner Personen als falsch entlarvt, die behaupteten, das Ungeheuer schon 1975 und früher gesehen zu haben.
Im Rahmen einer Ausstellung des Kunstmuseums Luzern wurden 2006 die Fotos zusammen mit anderen Bildern des Vierwaldstättersees präsentiert. Dazu wurde kommentiert, Kurt Felix habe mit seiner Inszenierung «ein bleibendes Bild dieses Sees kreiert.»

### «Söll emal cho!»
Ein Mitglied des Filmteams, das scheinbar ein ferngesteuertes Modellflugzeug lenkte, bat einen zufällig vorbeikommenden Mann, kurz die Steuerung zu übernehmen, er müsse mal austreten. Dieser willigte ein und nahm die Steuerung in die Hand. In Wirklichkeit jedoch wurde das Flugzeug von jemand anderem gelenkt, der sich in einiger Entfernung versteckt hielt.
Nun begann das Flugzeug Kapriolen zu fliegen, sauste über die Köpfe der Anwesenden und flog wilde Kurven. Der ahnungslose „Pilot“ geriet in Panik, blieb doch alles Herumdrücken auf seiner nicht angeschlossenen Steuerung erfolglos. Sein pausenlos ertönender Hilferuf: «Dä söll emal cho!» («Der soll mal zurück kommen!») ging sofort in die Umgangssprache ein und wurde vom Trio Eugster bald in einen gleichnamigen Schlager-Song umgesetzt.
In der Generation, die diese Sendung gesehen hat, ist der Ausruf noch heute zu hören.

### Gipfelitunken
Ein Mitglied des Filmteams setzte sich in einem Restaurant zu einem ahnungslosen Opfer und tunkte sein Gipfeli in den Kaffee des Opfers. Das führte zu teils harschen, aber auch zu erstaunten oder belustigten Reaktionen.

## Belege
1. ↑  50 Jahre «Teleboy» - Ein halbes Jahrhundert Schweizer Fernsehgeschichte. In: srf.ch. 23. Februar 2024, abgerufen am 24. Februar 2024.
2. ↑  Erich Aschwanden: «Ich wollte meine Frau fotografieren, und da habe ich plötzlich dieses Monster gesehen» In: Neue Zürcher Zeitung vom 8. August 2022.
3. ↑  Bild von Urnie (Memento vom 9. Oktober 2007 im Internet Archive)
4. ↑  Ulrich Magin: Trolle, Yetis, Tatzelwürmer. C.H. Beck, München 1993, ISBN 3-406-37394-1.
5. ↑  Unilu Aktuell (PDF; 1,2 MB),  Newsletter der Universität Luzern, Mai 2006, S. 17 (Archiv).